# Clueso

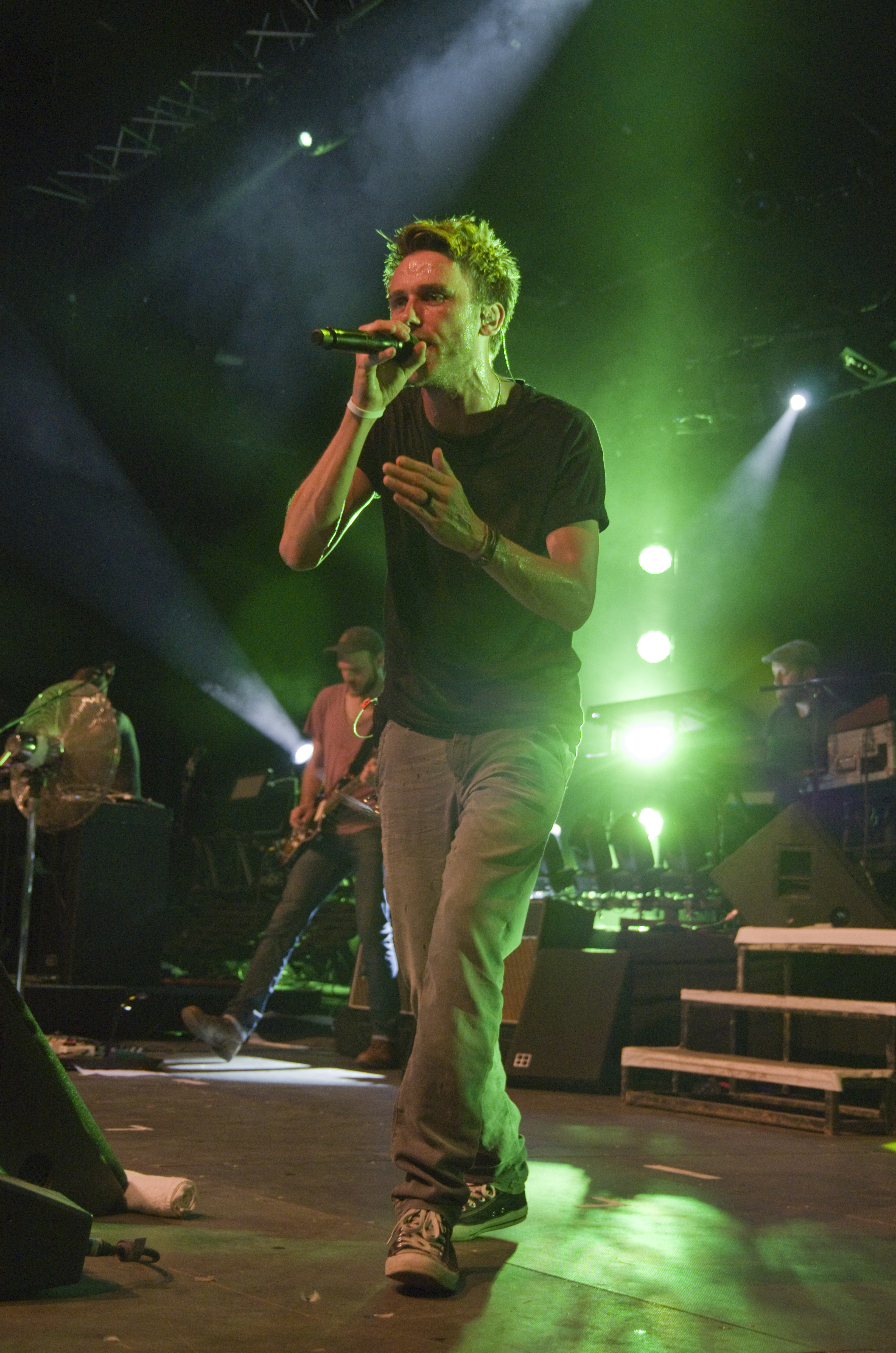
Zelt-Musik-Festival w roku 2015 we Fryburgu Bryzgowijskim, Niemcy

Clueso, właściwie Thomas Hübner (ur. 9 kwietnia 1980 w Erfurcie) – niemiecki wokalista, raper, autor tekstów i producent.

## Życiorys
Clueso – pseudonim wywodzi się od postaci inspektora Clouseau z filmu Blake Edwardsa pt. „Różowa Pantera”. Muzykę zaczął nagrywać w 1995 roku. Po rezygnacji z praktyki fryzjerskiej w 1998 roku poznał swojego późniejszego managera Andreasa Welskopa. Jego pierwszy winyl Clüsolo (jeszcze wydany nie jako Clueso) został wydany w tym samym roku przez BMG Ufa. W 1999 przeniósł się do 10vor10-Studios w Kolonii razem ze swym managerem. Rok później podpisał kontrakt z Four Music i w 2001 wydał płytę Text und Ton. W tym czasie grał z Curfew w programie MTV HipHop Open w Stuttgarcie i w Beats for Life w Kolonii.
W 2002 roku przeprowadził się z powrotem do Erfurtu, gdzie nagrał Rowdy-Club-Tape 2002. 
Rok później rozpoczęła się produkcja drugiego albumu Gute Musik wydanego w 2004 roku. W 2005 roku reprezentował Turyngię piosenką Kein Bock zu geh’n na festiwalu Bundesvision Song Contest.
19 maja 2006 roku wydał swój trzeci album Weit weg, gdzie można znaleźć piosenkę Chicago.
3 lutego 2007 w Berlinie w klubie Frist-Club dał koncert przy akompaniamencie STÜBAphilharmonie. Koncert ukazał się również na DVD, pod tytułem Clueso Live lub Clueso- Weit weg-Live.
W 2011 został nominowany przez MTV Europe Music Awards w kategorii Best German Act.
We wrześniu 2007 nagrał singiel Lala, piosenka została specjalnie nagrana do filmu Leroy. 
W lutym 2008 Clueso ponownie reprezentował Turyngię na festiwalu Bundesvision Song Contest, tym razem piosenką Keinen Zentimeter, zajął drugie miejsce.
30 maja 2008 wyszedł czwarty album So sehr, a w październiku 2008 kolejny Niemand an dich denkt.
W grudniu 2010 Clueso wydał autobiografię „Clueso. Von und über”.
Piąty album An und für sich został wydany 25 marca 2011.

## Albumy
- 1998: Clüsolo (EP)
- 2001: Text und Ton
- 2002: Das Tape 2002 (als Teil der Erfurter Hip-Hop-Formation „The Rowdy Club”)
- 2003: Extended Player (EP)
- 2004: Gute Musik
- 2006: Weit weg
- 2006: Willkommen im Club (als Teil der Erfurter Hip-Hop-Formation „The Rhythm Club”, ehemals „The Rowdy Club”)
- 2008: So sehr dabei
- 2011: An und für sich
- 2011: An und für sich: Deluxe-Edition

## Single

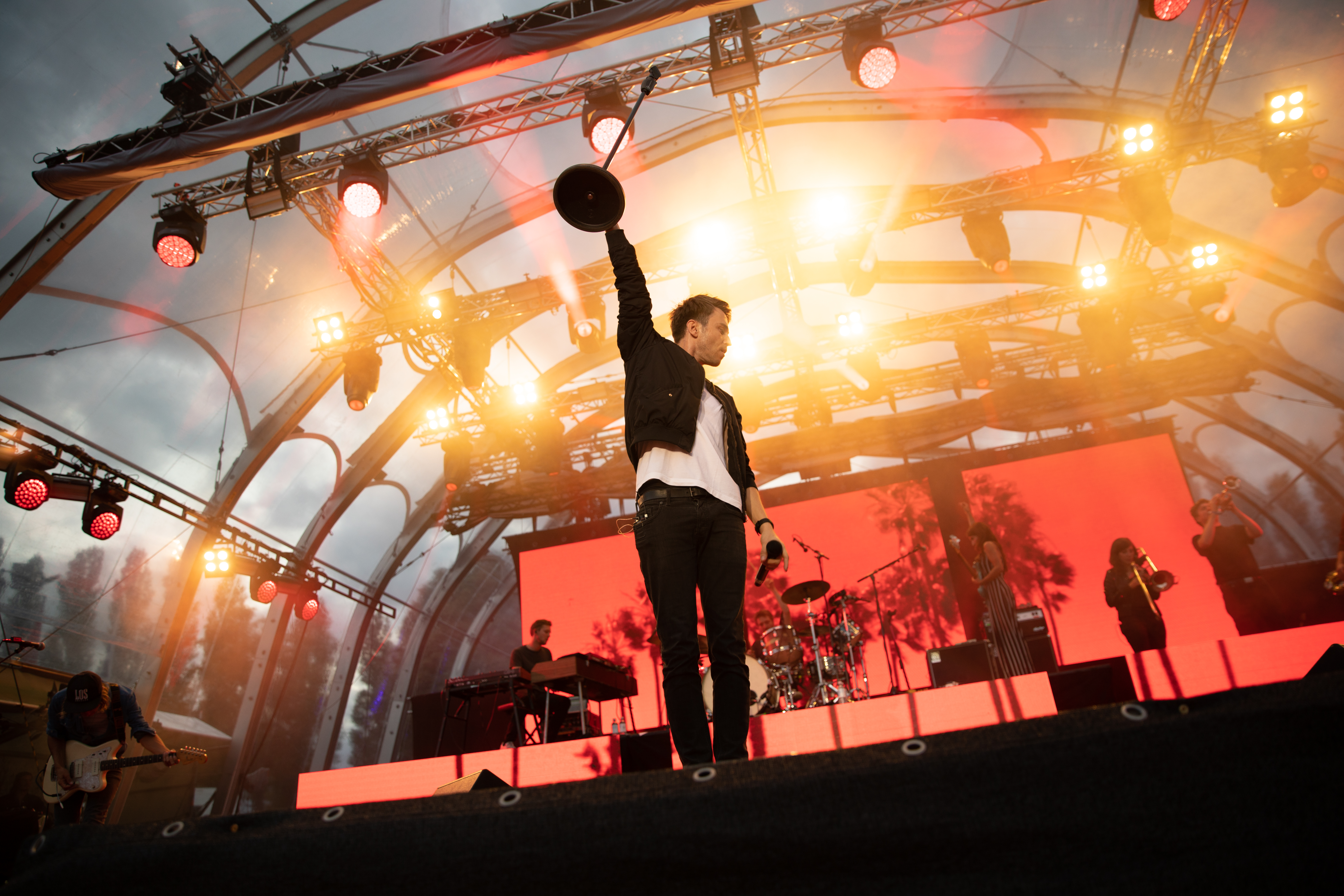
Clueso & Band, 2018

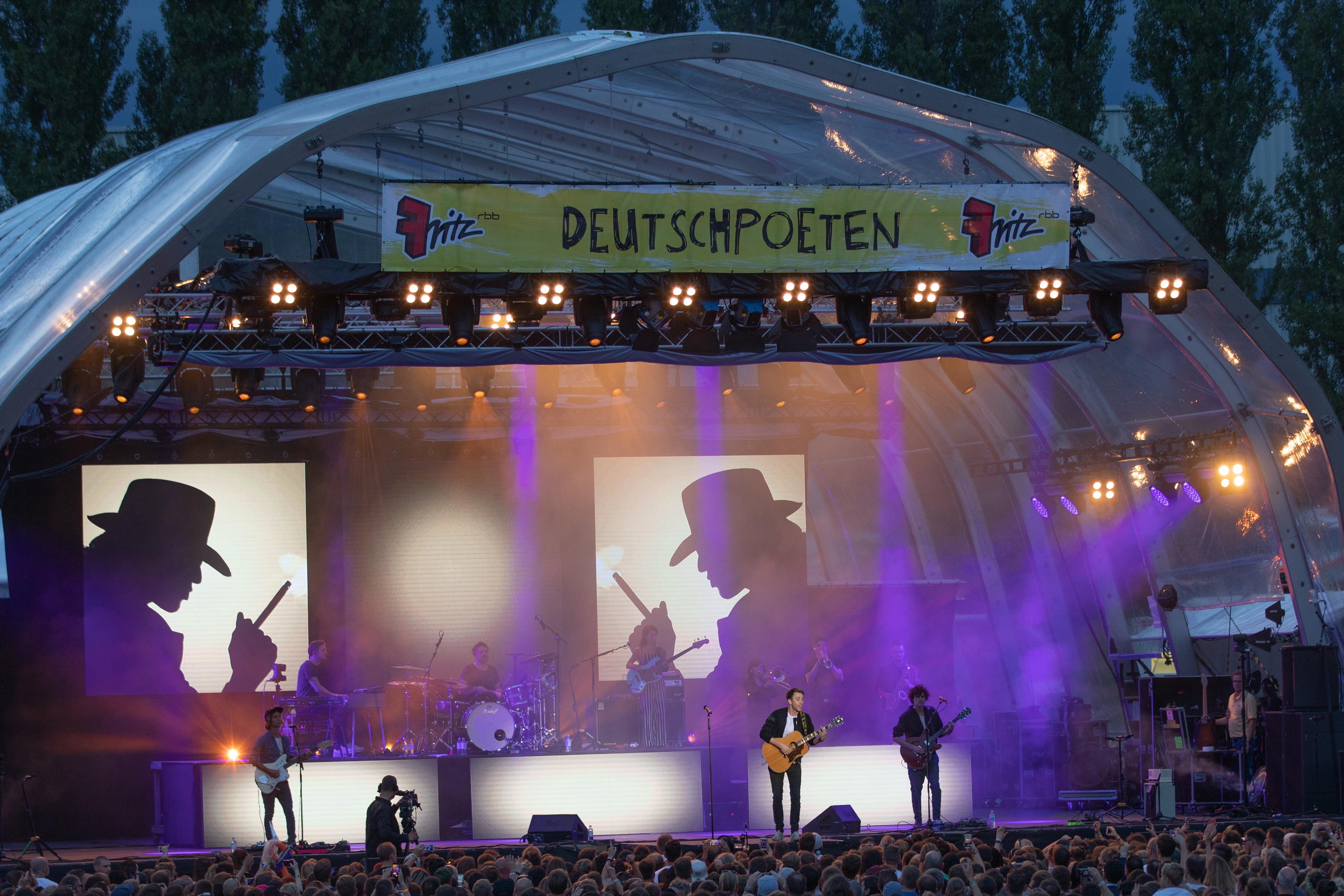
Clueso & Band, 2018

- 2000: The Disk (z udziałem Metaphysics)
- 2000: Spiel da nich mit
- 2001: Sag mir wo
- 2003: Extended Player (EP)
- 2004: Wart' mal
- 2005: Kein Bock zu geh'n
- 2005: Pizzaschachteln
- 2005: Komm schlaf bei mir
- 2006: Chicago, auch als Live-Version veröffentlicht
- 2006: Out of Space
- 2007: Lala
- 2008: Keinen Zentimeter
- 2008: Mitnehm
- 2008: Niemand an dich denkt
- 2009: Gewinner, zweite und abgeänderte Version des Albums
- 2009: Wir wolln Sommer
- 2010: So sehr dabei mit der STÜBA-Philharmonie
- 2011: Zu schnell vorbei
- 2011: Du bleibst
- 2011: Beinah
- 2011: Cello (z udziałem Udo Lindenberg)
- 2012: All die Augenblicke (z udziałem BAP)
- 2012: Fühlt sich wie fliegen an (z udziałem Max Herre i Cro)